# Tephritinae
Tephritinae es una subfamilia de la familia de moscas de la fruta Tephritidae.

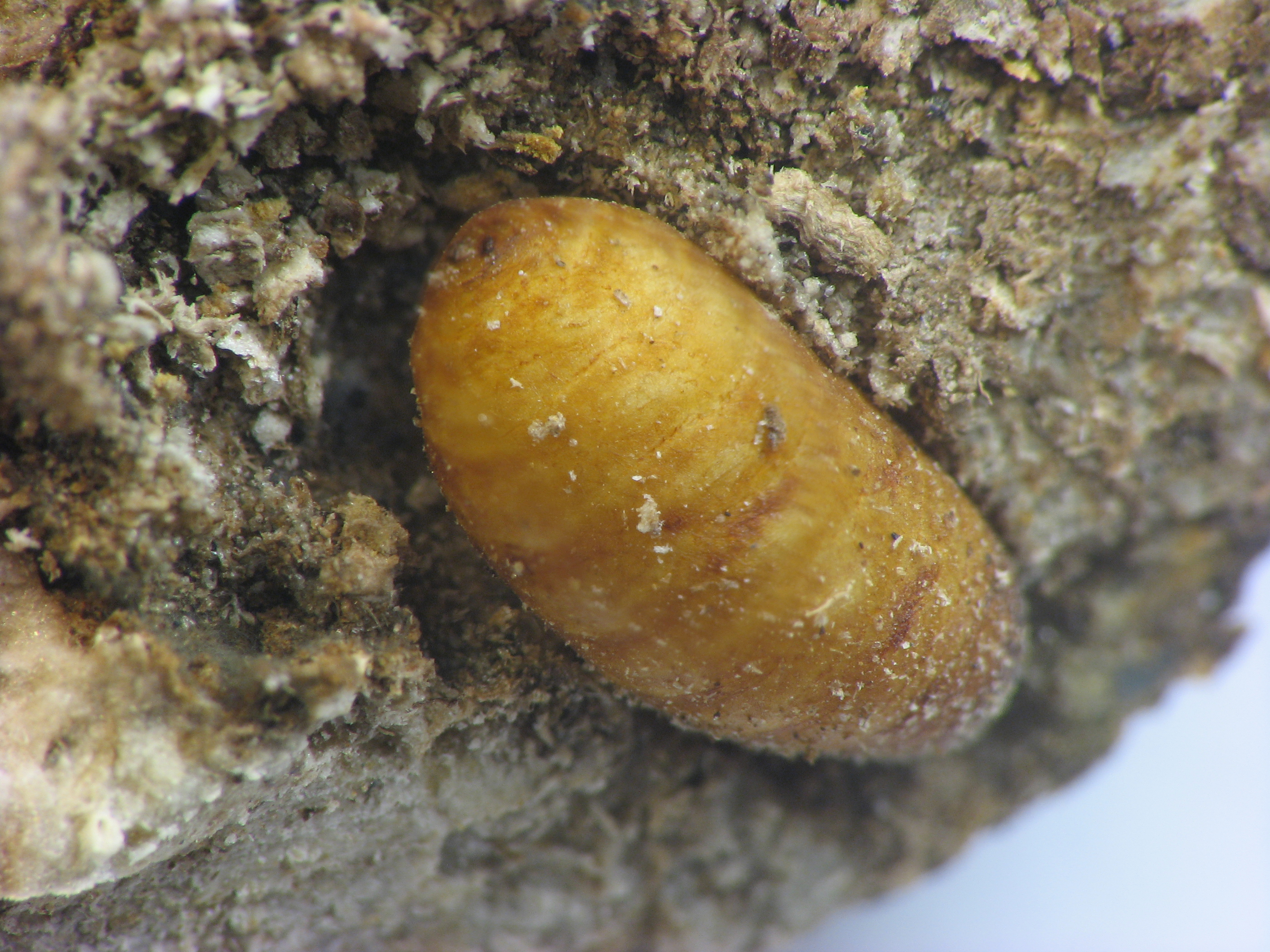
Pupario de Eurosta solidaginis (tribu Dithrycini)

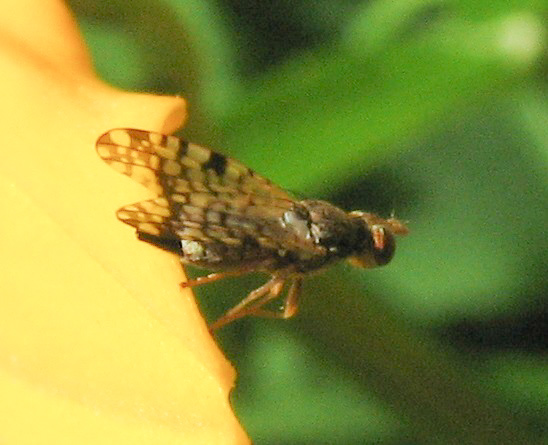
Dioxyna picciola (tribu Tephritini, grupo Campiglossa)

## Sistemática
Hay alrededor de 1900 especies en más de 200 géneros agrupados en 11 tribus:
- Acrotaeniini: 99 especies, 10 géneros:

Acrotaenia, Acrotaeniacantha, Baryplegma, Caenoriata, Euarestopsis, Neotaracia, Polionota, Pseudopolionota, Tetreuaresta y Tomoplagia.
- Cecidocharini: 41 especies, 8 géneros:

Cecidocharella, Cecidochares, Hetschkomyia, Neorhagoletis, Ostracocoelia, Procecidochares, Procecidocharoides y Pyrgotoides.
- Dithrycini: 103 especies, 13 géneros:

Dithryca, Aciurina, Eurosta, Valentibulla, Liepana, Oedaspis, Oedoncus, Peronyma, Ptiloedaspis, Xenodorella, Gerrhoceras, Hendrella y Placaciura.
- Eutretini: 96 especies, 16 géneros:

Afreutreta, Cosmetothrix, Cryptotreta, Dictyotrypeta, Dracontomyia, Eutreta (subgéneros Eutreta, Metatephritis y Setosigena), Laksyetsa, Merzomyia, Paracantha, Polymorphomyia, Pseudeutreta, Rachiptera, Stenopa, Strobelia, Tarchonanthea y Xanthomyia.
- Myopitini: 132 especies, 11 géneros:

Asimoneura, Eurasimona, Goedenia, Inuromaesa, Myopites, Myopitora, Neomyopites, Rhynencina, Spinicosta, Stamnophora y Urophora.
- Noeetini: 21 especies, 8 géneros:

Acidogona, Ensina, Hypenidium, Jamesomyia, Noeeta, Paracanthella, Trigonochorium y Xenochaeta.
- Schistopterini: 55 especies, 10 géneros:

Bactropota, Brachiopterna, Clematochaeta, Cordylopteryx, Eutretosoma, Heringomyia, Pararhabdochaeta, Rhabdochaeta, Rhochmopterum y Schistopterum.
- Tephrellini: 178 especies, 40 géneros:

Aciura, Afraciura, Bezzina (sinónimo: Bezziella), Brachyaciura, Chipingomyia, Curticella, Dicheniotes, Dorycricus, Elaphromyia, Ghentia, Gymnaciura, Hyaloctoides, Katonaia, Leucothrix, Malagaciura, Malaisinia, Manicomyia, Metasphenisca, Munroella, Ocnerioxyna, Oxyaciura, Paraciura, Paraspheniscoides, Paraspheniscus, Pediapelta, Perirhithrum, Platensina, Platomma, Pliomelaena, Psednometopum, Pseudafreutreta, Pterope, Sphaeniscus, Stephanotrypeta, Sundaresta, Tephraciura, Tephrelalis, Tephrella, Triandomelaena y Ypsilomena.
- Tephritini: 976 especies, 80 géneros:

Acanthiophilus, Acronneus, Actinoptera, Allocraspeda, Antoxya, Axiothauma, Bevismyia, Brachydesis, Brachytrupanea, Campiglossa, Capitites, Celidosphenella, Collessomyia, Cooronga, Cryptophorellia, Dectodesis, Deroparia, Desmella, Dioxyna, Donara, Dyseuaresta, Elgonina, Euaresta, Euarestella, Euarestoides, Euryphalara, Euthauma, Freidbergia, Goniurellia, Gymnosagena, Heringina, Homoeothrix, Homoeotricha, Hyalopeza, Hyalotephritis (sin: Tephritites), Insizwa, Lamproxyna, Lamproxynella, Lethyna, Marriottella, Mastigolina, Mesoclanis, Migmella, Multireticula, Namwambina, Neotephritis, Oedosphenella, Orotava, Orthocanthoides, Oxyna, Oxyparna, Pangasella, Paraactinoptera, Parafreutreta, Parahyalopeza, Paraspathulina, Paratephritis, Peneparoxyna, Peratomixis, Phaeogramma, Pherothrinax, Plaumannimyia, Pseudoedaspis, Ptosanthus, Quasicooronga, Scedella, Soraida, Spathulina, Sphenella, Stelladesis, Tanaica, Telaletes, Tephritis, Tephritomyia, Tephritoresta, Tephrodesis, Trupanea, Trupanodesis, Trypanaresta y Xanthaciura.
- Terelliini: 104 especies, 6 géneros:

Chaetorellia, Chaetostomella, Craspedoxantha, Neaspilota (subgéneros Footerellia, Neaspilota y Neorellia), Orellia y Terellia (subgéneros Cerajocera y Terellia).
- Xyphosiini: 29 especies, 5 géneros:

Epochrinopsis, Gymnocarena, Icterica, Ictericodes y Xyphosia.
25 especies en 4 géneros no están incluidos en ninguna de estas tribus. Estos géneros incertae sedis son:
Acinia, Lilloaciura, Rhithrum y Tanaodema.
Otros géneros incluyen:
Chejuparia, Mimosophira